# Blokhoofdgroefbij
De blokhoofdgroefbij (Halictus maculatus) is een vliesvleugelig insect uit de familie Halictidae. De wetenschappelijke naam van de soort is voor het eerst geldig gepubliceerd in 1848 door Smith.
De blokhoofdgroefbij heeft de status bedreigd op de Nederlandse Rode Lijst.